# Ракетный обстрел Украины 15 ноября 2022 года
15 ноября 2022 года российские военные произвели очередной массированный обстрел объектов критической инфраструктуры Украины, который по количеству выпущенных ракет и дронов — около 100 единиц — превзошёл обстрел 10 октября с 84 ракетами и стал самым масштабным с начала российского вторжения.

## Обстрел
Командование Воздушных сил Вооружённых сил Украины сообщило, что по стране было выпущено 96 крылатых ракет воздушного и морского базирования («Калибр», Х-101 и Х-555), а также управляемые авиационные ракеты Х-59, иранские ударные дроны «Shahed-136/131» и российские «Орион» и «Орлан-10». Около 70 ракет Х-101 и Х-555 было выпущено 14 стратегическими бомбардировщиками Ту-95 с севера Каспийского моря и из окрестностей Волгодонска (Ростовская область), а около 20 ракет «Калибр» — кораблями в Чёрном море. Кроме того, города на восточном фронте подвергались артиллерийскому обстрелу.
По данным командования Воздушных сил Украины, удалось сбить 75 крылатых ракет («Калибр», Х-101 и Х-555), 2 управляемые авиационные ракеты и все дроны (10 Shahed-136, один «Орион» и один «Орлан-10»).
В отличие от обстрелов 10 октября, на этот раз в арсенале украинских войск были ЗРК IRIS-T SLM и NASAMS.
Обстрел продолжался от полудня до вечера, около 4 часов. По всей территории Украины была объявлена воздушная тревога. В ряде областей: Полтавской, Запорожской, Херсонской, Одесской, Николаевской, Днепропетровской и Харьковской она длилась более 5 с половиной часов.
Обстрел был произведён во время визита в Киев министра иностранных дел Нидерландов Вопке Хукстры и директора ЦРУ Уильяма Бёрнса, встречавшихся с Владимиром Зеленским.

## Последствия

### Украина
Были обстреляны не менее 17 регионов страны. Сильнее всего пострадали север и центр Украины. В Виннице, Житомире, Полтаве, Ровно, Кривом Роге и Харькове зафиксированы удары по объектам критической инфраструктуры; взрывы произошли и в ряде других регионов. Позже ГСЧС Украины сообщила о повреждении объектов критической инфраструктуры Киевской области и критических повреждениях трёх объектов энергетической инфраструктуры во Львовской области.
По данным замглавы офиса президента Украины Кирилла Тимошенко, всего повреждены 15 объектов энергетической инфраструктуры. Компания «Укрэнерго» сообщило, что эта атака на энергосистему Украины стала самой масштабной за время войны. По всей стране начались экстренные отключения электроэнергии, которые, по данным Тимошенко, затронули около 7 млн домохозяйств, то есть около 20 млн человек (по словам Владимира Зеленского — около 10 миллионов). Так, без света осталась Одесса и некоторые районы Одесской области, Житомир, 90 % Тернопольской области, 80 % Львова, как минимум половина жителей Киева, частично Харьков, Хмельницкий и Ровно. В Харькове и частично в Киеве было остановлено метро. В Кривом Роге в 4 шахтах под землёй застряли 566 шахтёров, которых спасали несколько часов. В Харьковской, Житомирской, Киевской и Львовской областях было приостановлено и теплоснабжение. На следующий день власти Украины сообщили, что в Киеве и 7 областях электроснабжение восстановлено, а ещё в 7 областях восстановление продолжается.
Последствия обстрела затронули две АЭС. Хмельницкая АЭС полностью утратила связь с электросетью и была вынуждена временно перейти на резервное питание от дизель-генераторов. Оба её реактора были остановлены. Связь восстановили через 9 часов. Ровенская АЭС потеряла связь с одной из линий электропередач напряжением 750 кВ, и один из 4 её энергоблоков автоматически отключился. Генеральный директор МАГАТЭ Рафаэль Гросси назвал события тревожными.
В Киеве три жилых дома повреждены обломками сбитых ракет, погиб человек (по данным мэра Виталия Кличко, над городом были сбиты 4 ракеты). Кроме того, от обломков ракеты погибла пожилая женщина, посещавшая кладбище в селе Плесецкое Киевской области.
ГСЧС Украины сообщила о 227 выездах для ликвидации последствий обстрела и о тушении 19 пожаров.
Глава комитета Верховной рады по вопросам финансов Даниил Гетманцев оценил прямой ущерб для Украины от ракетной атаки в 0,5—1 миллиард долларов. Россия, согласно подсчётам украинского Forbes, использовала ракеты на сумму 0,7—0,9 млрд долларов.
Служба безопасности Украины завела по фактам обстрела 17 криминальных производств.

### Польша
Во время обстрела произошло падение одной или двух ракет на территории Польши, что привело к гибели двух человек. Президент Польши сказал, что, вероятно, в Пшеводуве упала ракета, выпущенная украинскими силами ПВО из комплекса С-300. Генсек НАТО подтвердил версию с украинской ракетой: «Наш предварительный анализ показывает, что причиной инцидента, вероятно, стала украинская ракета, выпущенная, чтобы защитить украинскую территорию от российских крылатых ракет».

### Молдавия
Молдавские власти сообщили, что из-за обстрела украинской инфраструктуры автоматически отключилась одна из линий электропередач Молдавии, создав массовые перебои с электроснабжением по всей стране.

## Оценки
Ракетный обстрел был нанесен на следующий день после того, как Генеральная Ассамблея ООН одобрила резолюцию, которая возлагает на Россию ответственность за войну на Украине и требует от России выплаты репараций после окончания конфликта, и в день саммита, на котором Владимир Зеленский предложил мирный план из 10 пунктов.
Обстрел можно рассматривать как месть за недавний вывод российских войск из Херсона, так как Россия уже прибегала ранее к такого рода атакам после неудач и потерь на фронте.
Министр иностранных дел Великобритании Джеймс Клеверли во время саммита G-20 заявил, что атаки России говорят, что Россия действует в Украине с позиции слабости: «Путин проигрывает на поле боя — и, как мы видим сегодня на G-20, — дипломатически тоже».
Министр иностранных дел Нидерландов Вопке Хукстра, который во время обстрела находился в Киеве и был вынужден прятаться в укрытии, заявил, что придавать значение нужно действиям, а не словам России, что российская массированная атака показывает готовность Путина прибегнуть к преступным методам и что единственным ответом на это может быть продолжение поддержки Украины.
Советник президента США по национальной безопасности Джейк Салливан заявил, что когда мировые лидеры встречаются на совещании G-20, чтобы обсудить вопросы, значимые для жизни и достатка людей по всему миру, Россия вновь угрожает этим жизням и разрушает критическую инфраструктуру. Госсекретарь США Энтони Блинкен заявил, что эти атаки не сломают волю Украины, и США будут с ней столько, сколько потребуется.
New York Times отметил, что удар стал самой крупной воздушной атакой России за весь конфликт, и назвал его смертоносным ответом на предшествующее взятие Херсона. Издание отметило, что атака противоречила сделанным ранее утверждениям западных и украинских официальных лиц об истощении запасов ракет у России.